# Ormiańskokatolicka parafia południowa pw. św. Grzegorza Oświeciciela z siedzibą w Gliwicach
Ormiańskokatolicka parafia południowa pw. św. Grzegorza Oświeciciela z siedzibą w Gliwicach – jedna z trzech parafii Kościoła katolickiego obrządku ormiańskiego w Polsce, utworzona 1 grudnia 2009 roku na mocy dekretu ordynariusza wiernych obrządku ormiańskiego w Polsce, arcybiskupa Kazimierza Nycza, zrzeszająca wiernych w południowej części kraju.
Siedzibą parafii jest kościół Trójcy Świętej w Gliwicach przy ul. Mikołowskiej. Do parafii należą wierni obrządku ormiańskiego z następujących archidiecezji i diecezji Kościoła łacińskiego: bielsko-żywieckiej, częstochowskiej, gliwickiej, katowickiej, krakowskiej, legnickiej, łódzkiej, opolskiej, przemyskiej, rzeszowskiej, sosnowieckiej, świdnickiej, tarnowskiej i wrocławskiej.
Jej proboszczem w latach 2009–2017 był ksiądz Tadeusz Isakowicz-Zaleski. Obecnie administratorem parafii jest ks. prof. Józef Naumowicz. Prócz kościoła w Gliwicach nabożeństwa odprawiane są także m.in. w kościele Bożego Miłosierdzia w Krakowie, a także w kościele oo. Dominikanów (św. Wojciecha) we Wrocławiu.